# Сояпанго
Сояпанго (исп. Soyapango) — город в Сальвадоре, расположенный в департаменте Сан-Сальвадор.

## История
В 1550 году была основана деревня под названием Сояпанго. В 1740 году деревня получила статус города и была переименована в Сан-Антонио-де-Сояпанго.
С 1979 по 1992 годы, когда в стране бушевала гражданская война, в городе проживало большое число беженцев из сельской местности.

## Географическое положение
Высота центра города составляет 600 м над уровнем моря.

## Демография
Население города по годам:
| 1992    | 2012    |
| ------- | ------- |
| 261 122 | 420 914 |